# Réserve naturelle régionale de la forêt de Mequillet « Le Hardtwald »
La réserve naturelle régionale de la forêt de Méquillet « Le Hardtwald » (RNR243) est une réserve naturelle régionale située en région Grand Est. Classée en 2012, elle occupe une surface de 249 hectares et protège une forêt et des milieux secs de la plaine alsacienne.

## Localisation

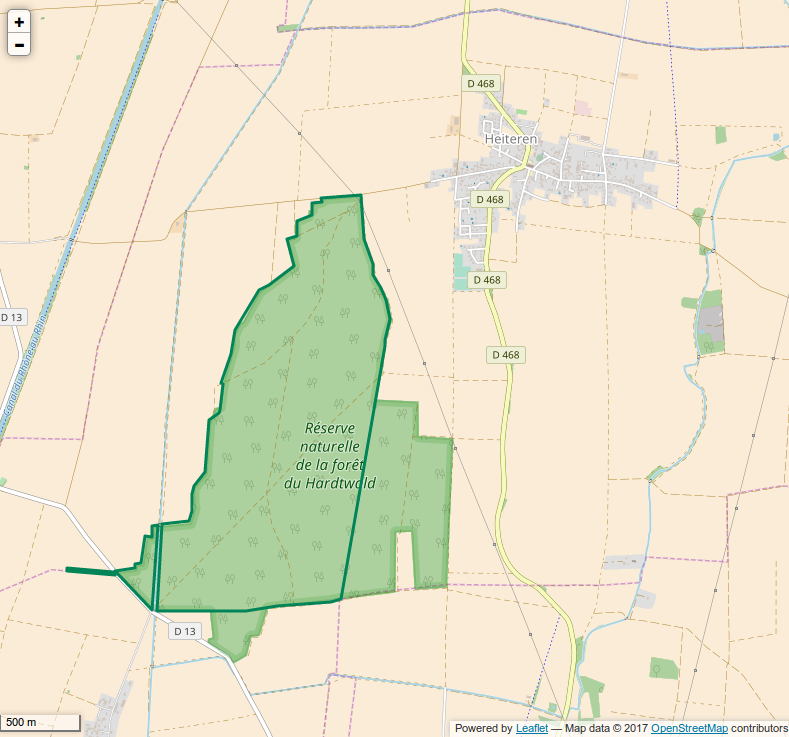
Périmètre de la réserve naturelle.

Le territoire de la réserve naturelle est dans le département du Haut-Rhin, sur la commune de Heiteren. Il a la forme d'une bande nord-sud de 3 km de long sur 1 km de large au sud-ouest de la commune.

## Histoire du site et de la réserve
La forêt est un ancien domaine appartenant à la famille Mequillet et légué au consistoire protestant de Colmar.
Le site a été initialement classé en réserve naturelle volontaire par un arrêté préfectoral du 16 novembre 1993.

## Écologie (biodiversité, intérêt écopaysager…)
Deux principaux habitats fondent l'intérêt principal de cette réserve naturelle. D'une part la forêt sèche qui découle de sa position surélevée sur une terrasse rhénane formée d'alluvions grossières (poudingues). La faible pluviométrie et l'enfoncement de la nappe phréatique renforcent ce caractère de sécheresse. D'autre part la présence de clairières steppiques (23,4 hectares).

### Flore

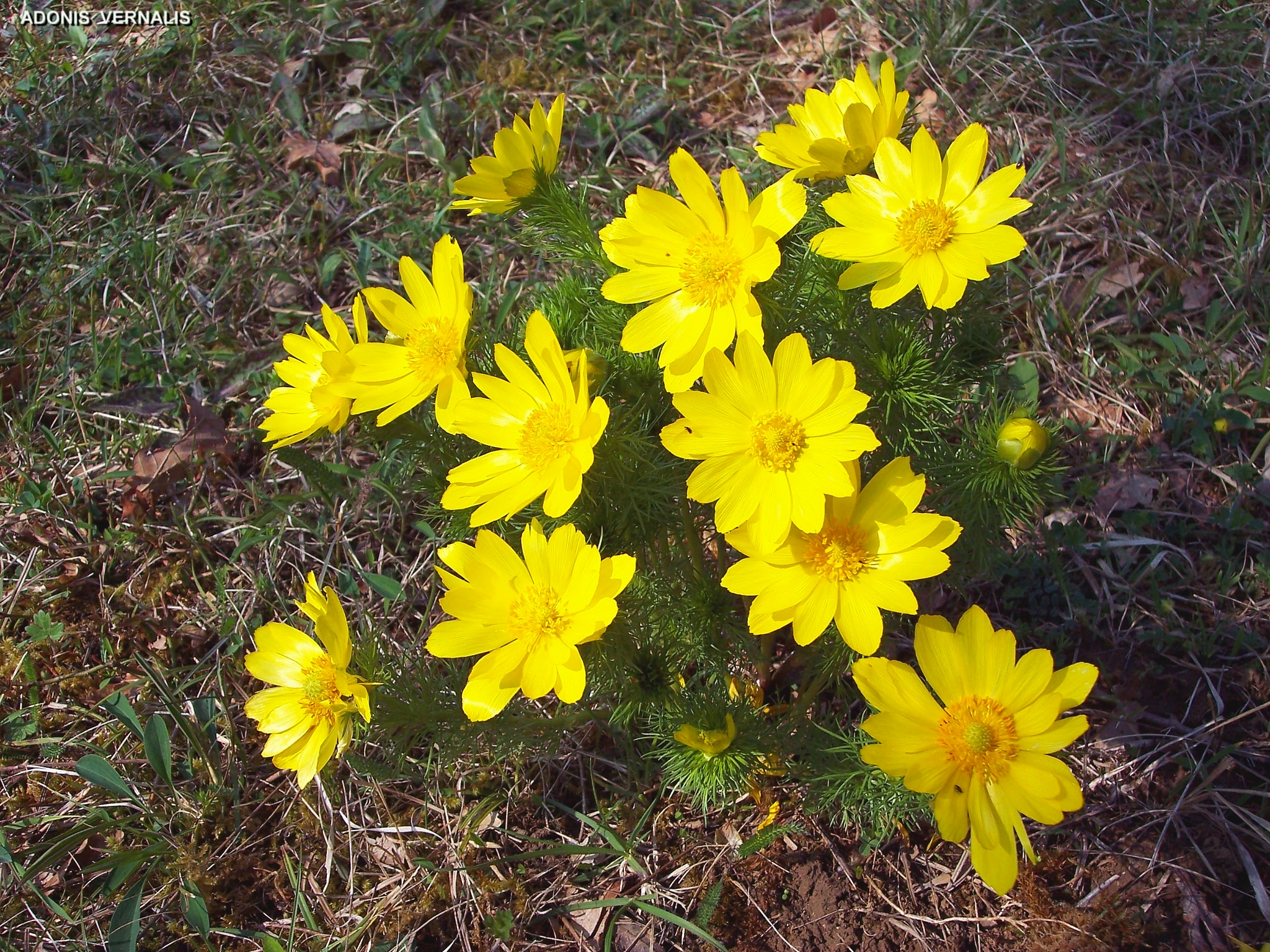
Adonis vernalis. dans le bois du Hardtwald

La flore du site compte parmi les espèces remarquables l'Adonis vernale, l'Anémone pulsatille, l'Anémone sylvestre et la Fraxinelle.

### Faune
Outre la présence des mammifères classiques des milieux forestiers (chevreuil, sanglier, …), le site présente une riche faune entomologique avec la présence d'espèces comme le Lucane cerf-volant, le Grand capricorne ou le papillon Grand nègre des bois.

## Intérêt touristique et pédagogique
La circulation équestre et cycliste est autorisée dans la limite des chemins ouverts à la circulation publique. La circulation pédestre est limitée aux chemins et sentiers existants. Un sentier botanique est en place au nord du site.

## Administration, plan de gestion, règlement
La réserve naturelle est gérée par le Conservatoire des Sites Alsaciens. Le premier plan de gestion a porté sur la période 2001-2006. Le Conservatoire des sites gère les clairières steppiques.

### Outils et statut juridique
La réserve volontaire a été créée par un arrêté préfectoral du 16 novembre 1993.
Une nouvelle délibération de classement en Réserve naturelle régionale a eu lieu le 16 novembre 2012. Le classement est valable pour une durée de 25 ans.
Par ailleurs, ce massif a été classé forêt de protection par un décret du 22 novembre 1996, sur une superficie de 66,711 8 hectares.